# Arpaillargues-et-Aureillac
Arpaillargues-et-Aureillac is een gemeente in het Franse departement Gard (regio Occitanie). De plaats maakt deel uit van het arrondissement Nîmes. Arpaillargues-et-Aureillac telde op 1 januari 2022 1.048 inwoners.
Vlakbij liggen de Nîmes en Avignon. Niet ver van Arpaillargues-et-Aureillac ligt de Pont du Gard.

## Geografie
De oppervlakte van Arpaillargues-et-Aureillac bedroeg op 1 januari 2022 13,67 vierkante kilometer; de bevolkingsdichtheid was toen 76,7 inwoners per km².

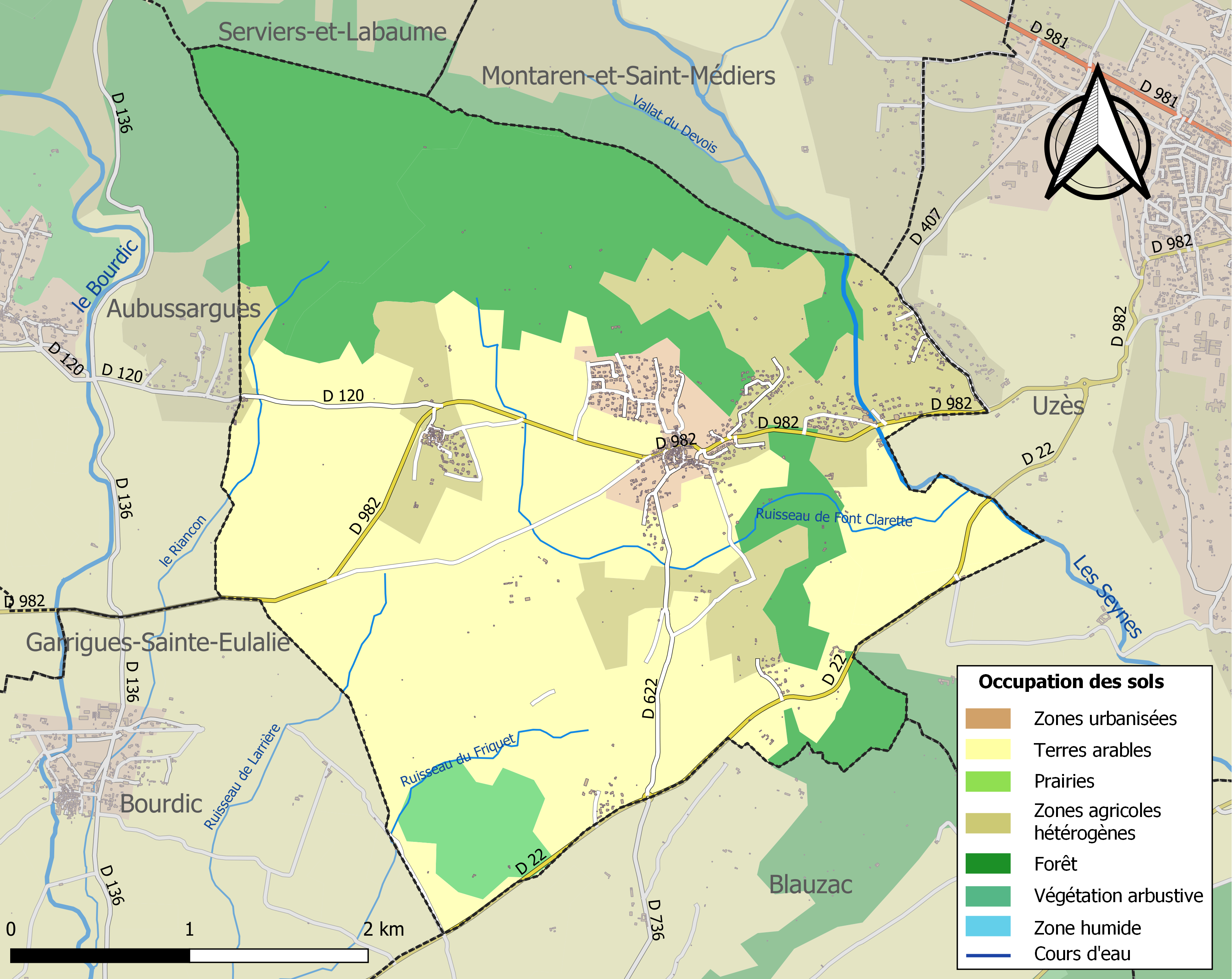
Kaart van de gemeente met belangrijkste infrastructuur, bodemgebruik en omliggende gemeenten

## Verkeer en vervoer
Arpaillargues-et-Aureillac is bereikbaar vanaf Lyon via de A9 afslag Remoulins, over de D981 naar Uzès en dan via de D982 Route dÚzès.

## Demografie
Onderstaande figuur toont het verloop van het inwonertal (bron: INSEE-tellingen).